# Chrysiptera chrysocephala
Chrysiptera chrysocephala is een straalvinnige vissensoort uit de familie van de rifbaarzen of koraaljuffertjes (Pomacentridae). De wetenschappelijke naam van de soort is voor het eerst geldig gepubliceerd in 2002 door Manica, Pilcher & Oakley.